# Хофкирхе
Хофкирхе (на немски: Hofkirche или на немски: Katholische Hofkirche, или в превод „Католическа придворна църква“), е бившата придворна църква, катедрала в епархията Дрезден – Майсен. Намира се в стария център на Дрезден. Католическата църква е построена за курфюрста на Саксония Август III от италианския архитект Gaetano Chiaveri от 1739 до 1755 г. в стил барок.

## История
Като бивша придворна църква Хофкирхе е свързана с проход с Дрезденския замък-резиденция и се намира на крайбрежието на Елба. Строи се едновременно с протестантската църква Фрауенкирхе.
По време на бомбардировките на Дрезден на 13 до 15 февруари 1945 г., църквата е силно пострадала: падат покрива и част от стените. След края на войната започва възстановяване, което окончателно завършва през 1962 г.

## Архитектура
В подземието на църквата се намира фамилната гробница на Ветините, управлявали Саксония в продължение на векове. Тук се намират останките на 49 представители на династията освен тези на Август II. Съгласно полската традиция неговото тяло е погребано в Краков. В Хофкирхе се намира неговото сърце в специална медна капсула. Има легенда, съгласно която сърцето на Август II, който е бил известен като ценител на женската красота, започва да бие, когато наблизо преминава хубава жена.
Прави впечатление великолепната вътрешна уредба на храма. Има майсторски изработен орган от Иохан Готфрид Зилберман, както и картината на Антон Рафаел Менгс „Възнесение Христово“